# Alina Văcariu
 (novembre 2018).
Si vous disposez d'ouvrages ou d'articles de référence ou si vous connaissez des sites web de qualité traitant du thème abordé ici, merci de compléter l'article en donnant les références utiles à sa vérifiabilité et en les liant à la section « Notes et références ».
Alina Văcariu est un mannequin et une actrice roumaine née le 14 décembre 1984 à Suceava.

## Biographie
Alina a été élue Modèle roumain de l'année en 1998 (à l'âge de 14 ans), ce qui a abouti, plus tard, à la signature d'un contrat avec Elite Model Management. Elle est actuellement sous contrat avec cette agence à New York et à Los Angeles, ainsi que Munich Models et Irene Marie Management Group à Los Angeles.
Elle a principalement posé et défilé pour des marques de bikinis et de lingerie.
Alina Văcariu est apparue dans les publicités pour Abercrombie & Fitch, Bare Necessities, Bebe, Bianchi, Clairol, Dupont, Frederick's of Hollywood, J. C. Penney, Jessica McClintock, Jim Hjelm Couture, John Frieda, Lilyette, L'Oréal, Maidenform, Marisa, Parasuco et Stella Artois.
Par ailleurs, Alina Văcariu a posé pour l'édition de septembre 2001 de Stuff, et pour l'édition de mai 2003 de Maxim.
Alina est apparue dans une publicité pour la Time Warner Cable intitulée Roommate Wanted (Recherche colocataire : elle accepte de devenir colocataire de deux nigauds parce qu’ils ont la télévision par câble). Elle a également joué un rôle de prostituée de luxe dans le film Death of a Dynasty en 2005.